# 오스릭 차우
오스릭 차우(Osric Chau, 1986년 7월 20일 ~ )는 캐나다의 배우이다.

## 출연 작품
- 비욘드 리뎀션 - 릭슨 역
- 분: 더 바운티 헌터
- 스케이트 갓
- 수퍼내추럴 - 케빈 트랜 역